# Sebastiania schottiana
Sebastiania schottiana là một loài thực vật có hoa trong họ Đại kích. Loài này được (Müll.Arg.) Müll.Arg. miêu tả khoa học đầu tiên năm 1866.